# Línea 3 (ALESA)
La línea 3 de ALESA es una línea de autobús urbano de la ciudad de León (España), que recorre la ciudad desde el centro hasta el noreste, empezando en la plaza de Santo Domingo y terminando en la Universidad de León, pasando por los barrios de La Chantría, El Ejido y La Palomera. Esta línea dispone de servicio para personas con discapacidad.

## Características
La Línea 3 es la única línea con horario universitario y la única que conecta El Ejido con el centro. En 2012 redujeron la frecuencia de 20' a 30' y suprimieron el servicio los sábados.

### Frecuencias[1]
| Lunes-Viernes   | Lunes-Viernes   | Lunes-Viernes         | Lunes-Viernes         | Lunes-Viernes         | Lunes-Viernes         |
| Periodo LECTIVO | Periodo LECTIVO | Periodo NO LECTIVO    | Periodo NO LECTIVO    | Periodo NO LECTIVO    | Periodo NO LECTIVO    |
| Ambos sentidos  | Ambos sentidos  | Dirección Universidad | Dirección Universidad | Dirección Sto.Domingo | Dirección Sto.Domingo |
| --------------- | --------------- | --------------------- | --------------------- | --------------------- | --------------------- |
| de 7:20 a 22:20 | cada 30 min.    | de 7:50 a 21:50       | cada 60 min.          | de 7:20 a 22:20       | cada 60 min.          |

Periodo No Lectivo en Navidades, Semana Santa y en verano desde la segunda quincena de julio.

### Material Asignado
-Mercedes Benz New Citaro: 4153 y 4165.

## Recorrido[1]
Esta línea sale de la parada de Sto. Domingo junto a la calle Ancha y atraviesa las calles Marqueses de San Isidro, Fdez. Ladreda, segundo tramo de Miguel Castaño, Bordadores, San Juan y Universidad a la ida; y a la vuelta va por La Serna, Miguel Zaera, José Mª Fdez., Batalla de Clavijo, Reino de León, Fdez. Ladreda, Corredera e Independencia. En ambos sentidos pasa por el centro de salud de La Granja-El Ejido.
| exKBHFa pink |

| exHST pink |

| exHST pink |

| exHST pink |

| exHST pink |

| exHST pink |

| exHST pink |

| exHST pink |

| exHST pink |

| exHST pink |

| exHST pink |

| exHST pink |

| exHST pink |

| exHST pink |

| exHST pink |

| exHST pink |

| exHST pink |

| exHST pink |

| exHST pink |

| exHST pink |

| exHST pink |

| exKBHFe pink |

| exKBHFa pink |

| exHST pink |

| exHST pink |

| exHST pink |

| exHST pink |

| exHST pink |

| exHST pink |

| exHST pink |

| exHST pink |

| exHST pink |

| exHST pink |

| exHST pink |

| exHST pink |

| exHST pink |

| exHST pink |

| exHST pink |

| exHST pink |

| exHST pink |

| exHST pink |

| exHST pink |

| exHST pink |

| exKBHFe pink |

| exKBHFa pink |

| exHST pink |

| exHST pink |

| exHST pink |

| exHST pink |

| exHST pink |

| exHST pink |

| exHST pink |

| exHST pink |

| exHST pink |

| exHST pink |

| exHST pink |

| exHST pink |

| exHST pink |

| exHST pink |

| exHST pink |

| exHST pink |

| exHST pink |

| exHST pink |

| exHST pink |

| exHST pink |

| exKBHFe pink |

| exKBHFa pink |

| exHST pink |

| exHST pink |

| exHST pink |

| exHST pink |

| exHST pink |

| exHST pink |

| exHST pink |

| exHST pink |

| exHST pink |

| exHST pink |

| exHST pink |

| exHST pink |

| exHST pink |

| exHST pink |

| exHST pink |

| exHST pink |

| exHST pink |

| exHST pink |

| exHST pink |

| exHST pink |

| exKBHFe pink |

| exKBHFa pink |

| exHST pink |

| exHST pink |

| exHST pink |

| exHST pink |

| exHST pink |

| exHST pink |

| exHST pink |

| exHST pink |

| exHST pink |

| exHST pink |

| exHST pink |

| exHST pink |

| exHST pink |

| exHST pink |

| exHST pink |

| exHST pink |

| exHST pink |

| exKBHFe pink |

| exKBHFa pink |

| exHST pink |

| exHST pink |

| exHST pink |

| exHST pink |

| exHST pink |

| exHST pink |

| exHST pink |

| exHST pink |

| exHST pink |

| exHST pink |

| exHST pink |

| exHST pink |

| exHST pink |

| exHST pink |

| exHST pink |

| exHST pink |

| exHST pink |

| exKBHFe pink |

| exKBHFa pink |

| exHST pink |

| exHST pink |

| exHST pink |

| exHST pink |

| exHST pink |

| exHST pink |

| exHST pink |

| exHST pink |

| exHST pink |

| exHST pink |

| exHST pink |

| exHST pink |

| exHST pink |

| exHST pink |

| exHST pink |

| exHST pink |

| exHST pink |

| exKBHFe pink |

| exKBHFa pink |

| exHST pink |

| exHST pink |

| exHST pink |

| exHST pink |

| exHST pink |

| exHST pink |

| exHST pink |

| exHST pink |

| exHST pink |

| exHST pink |

| exHST pink |

| exHST pink |

| exHST pink |

| exHST pink |

| exHST pink |

| exHST pink |

| exHST pink |

| exKBHFe pink |